# ويست آيلند

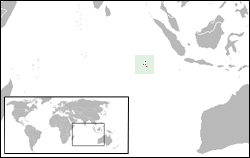
موقع جزر كوكس.

ويست آيلند (تعني "الجزيرة الغربية") هي عاصمة جزر كوكس. هذه الجزر تابعة لأستراليا، وتقع في قارة أوقيانوسيا.

## عدد السكان
عدد سكان هذه المدينة لا يتجاوز ال120 نسمة. و تعتبر هذه المدينة أكثر أكتظاظاً من المدينيتين الغير مأهولتين في بقية جزر كوكس.

## السياحة
تحتوي المدينة على مطار و على بيوت للسائحين كما تحتوي أيضاً على مخزن أو محل كبير لبيع الأغذية.